# 石井浩郎
石井 浩郎（いしい ひろお、1964年6月21日 - ）は、日本の元プロ野球選手、政治家、実業家。自由民主党所属の参議院議員（3期）。
2010年、参議院議員選挙に自由民主党から立候補し、初当選。以降3回連続当選。秋田県南秋田郡八郎潟町出身。

## 経歴

### プロ野球選手として

#### プロ入り前
八郎潟町立一日市小（6年生の時に統合して八郎潟町立八郎潟小学校となる）、八郎潟町立八郎潟中学校を卒業後、1980年に県内一の進学校であり、県内では野球強豪校でもある秋田県立秋田高等学校に進学。1年先輩に主将を務めた猿田和三がいた。1981年秋季東北大会に進み、東北高との1回戦で投手として先発、金子誠一と投げ合うがコールド負けを喫する。翌年夏も秋田大会で敗れ甲子園には出場できなかった。高校通算32本塁打を記録している。
高校卒業後、一般入試で早稲田大学第二文学部に進学し、早稲田大学野球部に入部。東京六大学野球リーグでは優勝に届かず、1985年春季リーグ2位が最高成績であった。同季は三塁手としてベストナインにも選出され、同年の日米大学野球選手権大会にも出場した。リーグ通算66試合出場、241打数58安打、打率.241、15本塁打、42打点。ベストナイン1回。大学同期には遊撃手の佐藤公宏（日本生命）らがいる。
早大に4年在学後に中退し、1987年にプリンスホテルに入社。サンシャインシティプリンスホテルに勤務しながらプリンスホテル硬式野球部に3年間在籍し、通算32本塁打を記録。1989年の都市対抗には4番打者として出場。大昭和製紙北海道との決勝では勝ち越し犠飛や適時打を放つなど活躍、チームの初優勝に貢献した。チームメイトには住吉義則、橋本武広らがいた。同年の社会人ベストナイン（三塁手）に選出され、インターコンチネンタルカップ、アジア選手権日本代表も経験、4番打者も務めた。
1989年度ドラフト会議にて近鉄バファローズから3位指名を受け、入団。しかしこの直後肝炎で入院している。

#### 近鉄時代
アマチュア時代は全日本の4番打者を務めるほどの長距離打者であったが、1年目の3月、当時チームの主砲であったラルフ・ブライアント、鈴木貴久らが藤井寺球場での打撃練習で外野スタンドにポンポンと打球を放り込むのを見て「自分は中距離打者に過ぎないのではないか」と衝撃を受けたと述べている。前年、ドラフトに指名される直前の10月12日の西武の優勝がかかった西武球場での対近鉄ダブルヘッダーを西武を応援する為に観戦していたが、試合はブライアントの4連発などもあり近鉄が勝利し、「こんなチームに入ったら苦労するぞ」と恐れていた、とも述べている。
1年目の1990年は、肝炎と風疹のため出遅れ、6月終了時点で打率.105、0本塁打であった。しかし、7月4日にプロ第1号本塁打を放つと、翌日に2本塁打、さらに翌日にも本塁打を放つなど、一気に先発に定着し、7月は9本塁打を放って月間MVPを獲得した。その後も、指名打者、一塁手、三塁手として先発出場し続けるなど、規定打席には届かなかったが打率.300、22本塁打を記録した。ジュニアオールスターでMVPを獲得している。同年は最優秀新人にはならなかったものの、優秀新人賞としてパ・リーグ特別表彰を受けている。
1991年は、2年目ながら開幕戦に「4番・一塁手」で出場した。しかし、6月1日の試合前の打撃練習中に投球を受けて右手親指骨折。1か月半ほど戦線を離れ、この年も20本塁打を放つが、規定打席には到達できなかった。
1992年は初めて規定打席（11位、打率.290）に到達し、29本塁打を放った。同年のオールスターゲーム第1戦では小松辰雄から本塁打を放つなどの活躍でMVPを獲得。ジュニアオールスターとの獲得は史上初である。1993年は一塁手に専念し、辻発彦に次ぐリーグ2位の打率.309を記録。1994年には33本塁打、111打点で打点王のタイトルを獲得した。また前年に引き続き打率.316（リーグ3位）と好調を維持する。8月26日のオリックスブルーウェーブ戦（京都市西京極総合運動公園野球場）で渡辺伸彦からサヨナラ安打を放った。
しかし、1995年5月18日に内角球を避けた際に右足踵を痛めた。離脱が避けられない重症であったが、掛布雅之の持つ「361試合連続4番打者先発出場記録」の更新まであと12試合に迫っていたため、翌日からも試合出場を強行。状態の悪化した5月28日以降に至っては、1打席だけ打席に立った後に村上嵩幸に交代するという異常事態が続くも、6月8日に当時の日本記録となる362試合連続4番打者先発出場を達成した。5月19日から6月8日までの成績は25打数2安打、打率.080、0本塁打、0打点だった。記録達成の翌日に登録抹消され、怪我は右足外側剥離骨折で全治2-3週間と診断された。その後、8月12日に戦列に復帰するも、この年は左手首腱鞘炎に悩まされ、1試合でまた離脱し、その後は閉幕まで出場しなかった。
オフの契約更改では、2250万円減の1億2750万円で更改。ただし、怪我については公傷扱いとなり、本人は「公傷扱いしてもらい、気持ちよくサインしました」「下がった方が来年頑張ろうという気持ちになる」と話した。
1996年には開幕2試合目の3月31日に、ファウルを打った際に左手有鈎骨を骨折し、4月4日に国内で手術を受け、7月末に復帰見込みとされた。4月15日に歌手の岡村孝子との婚約を発表。しかし、手術後の経過が思わしくなく、開幕2試合のみの出場にとどまった。
オフには、11月15日の契約更改で、球団が日本プロフェッショナル野球協約の制限を超える62%ダウンの年俸5000万円＋出来高を提示したため、折り合わず交渉は難航した。11月末には渡米し、ロサンゼルスで左手首再手術を行う。帰国後の12月11日に球団社長との話し合いが持たれるも、条件は変わらず、石井は「残る気持ちはない」と退団の意思を伝える。その直後の記者会見で、涙を浮かべながら、渡米の手術が球団から援助がなく自費だったことに触れ、これが退団申し入れの引き金になったと述べた。
続く同月16日の交渉では、球団側が年俸5000万円＋出来高1億円と、年俸6500万円＋出来高8500万円という2通りの選択肢を提示するも、石井はどちらも拒否する。これを受けて、球団社長が「トレードになるだろう」とメディアの前で語ったため、石井のトレードが事実上決まった。しかし、選手会側は、協約制限を超える年俸提示であるため近鉄球団は保留権を放棄して石井は自由契約となるはずでトレードは認められない、との声明を出した。パ・リーグの原野和夫会長も、近鉄側に野球協約に基づいた条件での再交渉を求めた。そのため、翌1997年1月8日、近鉄側と石井の再交渉がなされ、トレードを前提として、減額制限いっぱいの30%ダウンの9100万円で契約を更改した。トレードのオファーは巨人の他、ヤクルトスワローズからも来たが、土橋勝征、山本樹らを交換要員として要求した近鉄に対し渋ったことで、ヤクルトは巨人との獲得競争に敗れる。
1997年1月14日に吉岡雄二、石毛博史とのトレードで読売ジャイアンツへ移籍。

#### 巨人時代
1997年、手首のリハビリを終えて4月に二軍戦に2試合出場するも、左太ももを痛めて離脱。その後、6月終盤に一軍昇格。6月25日の対横浜ベイスターズ戦で移籍後初先発出場すると、翌26日は移籍後初安打を記録。更に、9回1点リードされている場面で横浜の佐々木主浩から同点となる移籍後初本塁打を放つ。6月28日の対中日戦では第65代目の4番打者として先発出場した。しかし、8月2日の走塁中に、春に痛めた左足太ももの肉離れを再度起こし、戦線離脱しそのままシーズンを終えた。守備では、一塁手には清原和博がいたため、3年ぶりとなる三塁手での出場が中心となった。
1998年は、足を故障して出遅れて、開幕に間に合わず。4月19日に先発起用されるも、6月20日の試合で右太もも裏の軽い肉離れで6月26日に登録抹消される。その後、7月9日に一軍に昇格し、7月29日の対ヤクルトスワローズ戦（神宮）では、10回表の満塁の場面で代打で登場し、プロ野球8人目、巨人では38年ぶりとなる延長での代打満塁本塁打を放つ。
1999年は、守備面の不安から、三塁手としての出場がなくなり、石井出場時には清原が三塁を守ることとなった。4月15日の対広島東洋カープ戦では1点を追う9回一死一塁の打席で小林幹英から代打逆転サヨナラ2点本塁打を放った。巨人の代打サヨナラ本塁打は1994年9月17日の対阪神タイガース戦で大久保博元が放って以来、5年ぶり史上7人目（8本目）。

#### ロッテ時代
1999年シーズンオフに河本育之とのトレードで千葉ロッテマリーンズへ移籍。ロッテ移籍1年目の2000年に4番打者に定着し2年連続2桁本塁打を放って活躍するも、シーズン後半に左手首を骨折して途中離脱。
2001年は代打要員に甘んじた。6月17日の対福岡ダイエーホークス戦では5-5の同点の9回二死三塁の打席で岡本克道から代打サヨナラ2点本塁打を放った。ロッテ時代の応援歌はイ・ジョンヒョンの『ワ』が原曲。

#### 横浜時代
2001年シーズンオフにロッテから自由契約となり、横浜ベイスターズへ移籍。2002年は代打を中心として起用されたが成績が振るわず、同年のシーズン限りで現役を引退。10月14日の古巣・巨人戦（横浜）が引退試合となり、自身は7回裏に代打で登場。目に涙を浮かべながら入来祐作と対戦し、遊飛に終わる（ジャイアンツ戦で本塁打を打てば、対12球団本塁打の記録達成となったが叶わなかった）。試合後は故郷・秋田から駆けつけてきた両親と家族の前でチームメイトから胴上げされた。

#### プロ引退後
引退後は実業家として飲食店などの経営を手がける。現役時代の福岡遠征時に食べたもつ鍋の味に惚れ込み、博多もつ鍋のチェーン店のオーナーとなる。2007年秋には地元にも秋田店を出店。
野球界では2003年に日本テレビの野球解説者を務める。
2004年には西武ライオンズの二軍監督を務めたが、1年で退任。2005年よりプロ野球マスターズリーグに参加。

## 政治家として
2010年2月14日、同年夏の参議院選挙に自由民主党から秋田県選挙区に立候補する意向を示し、7月11日の参議院選挙において民主党の現職・鈴木陽悦を破り、初当選した。
2016年1月、参議院文教科学委員長に就任した。
同年7月、参議院選挙にて再選される。
2017年9月、参議院沖縄及び北方問題に関する特別委員長に就任した。
2018年5月、参議院政治倫理の確立及び選挙制度に関する特別委員長に就任した。
2022年7月、参議院選挙にて3選される。
同年8月に発足した第2次岸田第1次改造内閣において、国土交通副大臣と内閣府副大臣、復興副大臣に就任した。
2024年9月12日、自民党総裁選挙が告示され、旧茂木派からは会長の茂木敏充と加藤勝信の2人が立候補した。石破茂、高市早苗、小泉進次郎の3人が競り合う構図が固まった終盤、麻生太郎は9月25日に茂木と「反石破」での連携を確認し、茂木派議員の一部も取り込んだ。9月27日総裁選執行。高市が得票数1位で決選投票へ進むも、岸田文雄首相の後押しを受けた石破に敗れた。石井は1回目の投票については、秋田朝日放送の取材に対し、投票先を公表しなかった、決選投票では高市に投じた。同年11月11日、参議院内閣委員長に就任。同月28日、参議院政府開発援助等及び沖縄・北方問題に関する特別委員長に就任。

## 政策・主張

### 憲法
- 憲法改正について、2016年の朝日新聞社のアンケート、2022年のNHKのアンケートで「賛成」と回答[57][58]。

- 9条改憲について、2016年の毎日新聞社のアンケートで「改正して、自衛隊の役割や限界を明記すべき」と回答[59]。2022年の毎日新聞社のアンケートで「改正して、自衛隊の存在を明記すべきだ」と回答[60]。9条への自衛隊の明記について、2022年のNHKのアンケートで「賛成」と回答[58]。

- 憲法を改正し緊急事態条項を設けることについて、2022年のNHKのアンケートで「賛成」と回答[58]。

### 外交・安全保障
- 「他国からの攻撃が予想される場合には先制攻撃もためらうべきではない」との問題提起に対し、2016年のアンケートで「どちらとも言えない」と回答[57]。

- 敵基地攻撃能力を持つことについて、2022年のNHKのアンケートで「どちらかといえば賛成」と回答[58]。

- 「北朝鮮に対しては対話よりも圧力を優先すべきだ」との問題提起に対し、2016年のアンケートで「どちらかと言えば賛成」と回答[57]。

- 安全保障関連法の成立について、2016年の毎日新聞社のアンケートで「改正して、自衛隊を海外により派遣しやすくすべき」と回答[59]。

- 普天間基地の辺野古移設について、2016年、2022年の毎日新聞社のアンケートで「賛成」と回答[59][60]。

- 慰安婦問題日韓合意について、2016年の毎日新聞社のアンケートで「評価する」と回答[59]。

- ロシアは2022年2月24日、ウクライナへの全面的な軍事侵攻を開始した[61]。日本政府が行ったロシアに対する制裁措置についてどう考えるかとの問いに対し、2022年のNHKのアンケートで「適切だ」と回答[58]。同年の毎日新聞社のアンケートで「制裁をより強めるべきだ」と回答[60]。

- 2022年6月7日、政府は経済財政運営の指針「骨太方針」を閣議決定した。NATO加盟国が国防費の目標としている「GDP比2％以上」が例示され、防衛力を5年以内に抜本的に強化する方針が明記された[62]。「防衛費を今後どうしていくべきだと考えるか」との問いに対し、2022年のNHKのアンケートで「ある程度増やすべき」と回答[58]。

- 徴用工訴訟問題や慰安婦問題などをめぐり日韓の対立が続くなか、関係改善についてどう考えるかとの問いに対し、2022年の毎日新聞社のアンケートで「互いに譲歩すべきだ」と回答[60]。

### ジェンダー
- 選択的夫婦別姓制度の導入について、2016年のアンケートで「どちらかと言えば反対」と回答[57]。2022年のNHKのアンケートで「どちらかといえば賛成」と回答[58]。

- 同性婚を可能とする法改正について、2016年のアンケートで「反対」と回答[57]。2022年のNHKのアンケートで「どちらかといえば賛成」と回答[58]。

- クオータ制の導入について、2016年のアンケートで「どちらかと言えば反対」と回答[57]。2022年のNHKのアンケートで「どちらかといえば賛成」と回答[58]。

### その他
- 永住外国人への地方参政権付与について、2016年のアンケートで「どちらかと言えば反対」と回答[57]。

- 首相の靖国神社参拝について、2016年のアンケートで「賛成」と回答[57]。

- 「治安を守るためにプライバシーや個人の権利が制約されるのは当然だ」との問題提起に対し、2016年のアンケートで「どちらかと言えば賛成」と回答[57]。

- 「原子力発電所は日本に必要だと思うか」との問いに対し、2016年の毎日新聞社のアンケートで「必要」と回答[59]。

- 2016年の米国大統領選挙について「ドナルド・トランプとヒラリー・クリントンのどちらを支持するか」との問いに対し、2016年の毎日新聞社のアンケートで「どちらとも言えない」と回答[59]。

- 2016年2月8日、高市早苗総務大臣は、放送局が政治的公平性を欠く放送を繰り返した場合、電波法に基づき電波停止を命じる可能性に言及した[63]。安倍晋三首相は2月15日の衆議院予算委員会で野党の批判に反論し、高市の発言を擁護した[64]。政府の姿勢をどう思うかとの問いに対し、2016年の毎日新聞社のアンケートで「問題とは思わない」と回答[59]。

- 国会議員の被選挙権年齢の引き下げについて、2022年の毎日新聞社のアンケートで「賛成」と回答[60]。

## 人物

### 統一教会との関係
- 参院選直前の2016年6月、世界平和統一家庭連合（旧統一教会）の関連団体の県内関係者と秋田市で面会した[65]。
- 2016年、統一教会の関連団体の会合に出席した[66]。
- 参院選3か月前の2022年4月、統一教会の関連団体が秋田市で開いた会合に出席し、挨拶した[67]。
- 2022年8月13日、共同通信は、全国会議員712人（1人欠員）を対象とした、統一教会との関係を巡るアンケートの結果を公表。583人が回答した（回答率81.9％）[68]。岸田文雄首相は8月8日の自民党臨時役員会で、「政治家の責任で、統一教会との関係をそれぞれ点検し、適正に見直してもらいたい」と述べ、党所属国会議員全員に通達するよう指示[69]していたが、石井は共同通信のアンケートに答えることを拒否した[70]。

### 家族
- 1997年にシンガーソングライターの岡村孝子と結婚。一女をもうけるが、引退後の2003年に離婚。
- 2006年8月に元モデル・レースクイーンの船木可絵と2度目の結婚をしたが[71]、後に離婚。
- 2013年10月、フリーアナウンサーの稲見幸子と3度目の結婚。同年8月に男児が生まれた[72]。

### その他
- 2019年9月、デリバティブ取引で証拠金が不足していたにもかかわらず、JPアセット証券に最大6200万円負担させて取引を継続していたことが判明。石井は謝罪した上で、既に精算済みであることを明らかにした[73]。

- 愛称は「男・石井」[74]。

- プロ野球選手時代は常に真摯に野球と向き合う姿から頻繁に「（現代の）侍」と形容されていた[75][76]。

- 巨人時代は角刈りのヘアースタイルで古風な佇まいが話題になり、日本テレビ系列の情報番組『THE・サンデー』では「拝啓、石井浩郎です。」という特集コーナーが設けられていた[77]。

- プロ野球選手時代の自身の応援歌で最も気に入っていたのはロッテ時代の曲[78]。なお、横浜時代の曲を継承した大田泰示にはTwitterでエールを送っている[78]。

## 所属団体・議員連盟
- 自民党たばこ議員連盟[79]
- 自由民主党たばこ特別委員会（幹事）[80]
- 神道政治連盟国会議員懇談会
- TPP交渉における国益を守り抜く会
- 赤字ローカル線の災害復旧等を支援する議員連盟
- 新しい日本型資本主義を考える会
- 硫黄島問題懇話会
- 医師養成課程から医師偏在・潜在是正を求める議員連盟
- 医療専門職の人財育成を考える会
- 栄養教諭議員連盟
- 栄養士議員連盟
- （自由民主党）LPG対策議員連盟
- （自由民主党）お祭り議員連盟
- （自由民主党）卸売市場議員連盟
- ガールズケイリン推進議員連盟
- 海事振興連盟
- 外国人活躍推進議員連盟
- （自由民主党）介護福祉議員連盟
- （自由民主党）観光産業振興議員連盟
- 看護問題対策議員連盟
- 北朝鮮に拉致された日本人を早期に救出するために行動する議員連盟
- 漁港業場漁村整備促進議員連盟
- グラウンドゴルフ振興議員連盟
- 車いすダンススポーツ世界選手権大会支援議員連盟
- 軍恩議員協議会
- ゲートボール議員連盟
- 公共交通におけるテロ対策等の危機管理及び運輸安全の推進を図る議員連盟
- 交通安全議員連盟
- 港湾議員連盟
- 故郷を支援する参議院の会
- 国際競争力ある農業人材の育成に向けた議員連盟
- 国土強靭化税制の整備・創設を支援する議員懇話会
- （自由民主党）国会稲門会
- （参議院自由民主党）国会稲門会
- 国民医療を守る議員の会
- 国民歯科問題議員連盟
- 米消費拡大・純米酒推進議員連盟
- （超党派）ゴルフ振興議員連盟
- （自由民主党）ゴルフ振興議員連盟
- （自由民主党）再生可能エネルギー普及拡大議員連盟
- （超党派）災害医療船舶利活用推進議員連盟
- 産業・資源循環議員連盟
- ジオパークによる地域活性化推進議員連盟
- 史跡保全議員連盟
- 自動車議員連盟
- 下関北九州道路の整備促進を図る参議院議員の会
- （参議院）社会保障政策研究会
- JICA議連スポーツアスリートネイル推進議員連盟
- 獣医師問題議員連盟
- （参議院自由民主党）受動喫煙防止議連
- 浄化槽推進議員連盟
- 障害者スポーツ推進議員連盟
- 小規模企業を支援する参議院の会
- 将棋文化振興議員連盟 事務局長
- 証券市場育成等議員連盟
- シルバー人材センター活性化議員連盟
- 親学推進議員連盟
- 人口急減地域対策議員連盟
- 人口減少・地方創世議員連盟
- 水田農業振興議員連盟
- 石油流通問題議員連盟
- スポーツ議員連盟
- スポーツ歯科推進議員連盟
- スポーツの産業化促進議員連盟
- 専修学校等振興議員連盟
- 全日本不動産政策推進議員連盟
- 優れた医療機器を国民に迅速かつ安全に届けるための議員連盟
- たたみ振興議員連盟
- 宝塚を応援する参議院議員の会
- 男性の育休「義務化」を目指す議連
- 地域共生社会推進に向けての福祉専門職支援議員連盟
- 地域づくりと道路整備に関する勉強会
- 地域の介護と福祉を考える参議院議員の会
- 地域包括ケアシステム・介護推進議員連盟
- 治水議員連盟
- 地方居住推進議員連盟
- 中核市とともに地方分権を推進する国会議員の会
- 鳥獣捕獲緊急対策議員連盟
- 町村の振興を考える会
- 賃貸住宅対策議員連盟
- 天皇陛下ご即位三十年奉祝国会議員連盟
- （自由民主党）統合医療推進議員連盟
- （自由民主党）どうぶつ愛護議員連盟
- （自由民主党）東北酪政会
- 東北地方に医学部の新設を推進する議員連盟
- トラック輸送振興議員連盟
- 日華議員懇談会
- （参議院自由民主党）日・カリフォルニア友好議員連盟日本海沿岸地帯促進議員連盟
- 日本型国家を考える会
- 日本建設職人社会振興議員連盟
- 日本・太平洋島嶼国友好議員連盟
- （参議院自由民主党）日・ハワイ友好議員連盟
- 日本・バングラデシュ友好議員連盟
- 日本・フィジー友好議連
- 2025年大阪万国博覧会を実現する国会議員連盟
- （参議院）日本ブルガリア友好議連
- （参議院）日本ポーランド友好議員連盟
- （参議院）農業・農協研究会
- （自由民主党）農村基盤整備議員連盟
- 配置薬議員連盟
- バスケットボール議員連盟
- パラリンピック推進議員連盟
- 物流倉庫振興推進議員連盟
- 保険制度改善推進議員連盟
- （自由民主党）ホッケー振興議員連盟
- みんなで靖国神社に参拝する国会議員の会
- 森のようちえん振興議員連盟
- （自由民主党）モータースポーツ振興議員連盟
- 野球振興議員連盟
- 有床診療所の活性化を目指す議員連盟
- 郵便局の新たな利活用を推進する議員連盟
- 幼児教育振興議員連盟
- 幼児教育類似施設の課題を考える超党派議員の会
- （自由民主党）酪政会
- リニアコライダ－国際研究所建設推進議員連盟

## 支援団体
- 全国たばこ販売政治連盟（2022年参院選組織推薦候補者）[81]

## プロ野球選手としての特徴
卓越した勝負強さが魅力の強打者。近鉄時代は主に4番打者として3番のラルフ・ブライアントと共に“いてまえ打線”のクリーンナップを担った。石井はブライアントが自身の前を打っていたことが良い刺激になり、いかなる球が来ても思い切りフルスイングする姿に勇気づけられ、参考にもしていたという。また、2人で連続三振だけは避けようと、ブライアントが三振した後の打席は、詰まってもセンター前に落とすようなしぶとい打撃を心掛けていたという。さらに石井が在籍していた頃の近鉄は積極的に振る打者が多く、その中で状況に応じた打撃をしようと心掛けていたという。石井は4番打者像を「稀に長打を打つのがクリーンナップではないし、場面によっては繋いだり、右打ちをしないといけない。状況に応じた打撃をするのが4番の仕事」と語っている。

## プロ野球選手としての成績

### 年度別打撃成績
| 年 度      | 球 団      | 試 合 | 打 席 | 打 数 | 得 点 | 安 打 | 二 塁 打 | 三 塁 打 | 本 塁 打 | 塁 打 | 打 点 | 盗 塁 | 盗 塁 死 | 犠 打 | 犠 飛 | 四 球 | 敬 遠 | 死 球 | 三 振 | 併 殺 打 | 打 率 | 出 塁 率 | 長 打 率 | O P S |
| ---------- | ---------- | ----- | ----- | ----- | ----- | ----- | -------- | -------- | -------- | ----- | ----- | ----- | -------- | ----- | ----- | ----- | ----- | ----- | ----- | -------- | ----- | -------- | -------- | ----- |
| 1990       | 近鉄       | 86    | 319   | 263   | 48    | 79    | 12       | 1        | 22       | 159   | 46    | 1     | 0        | 2     | 3     | 46    | 0     | 5     | 57    | 3        | .300  | .410     | .605     | 1.015 |
| 1991       | 近鉄       | 96    | 371   | 331   | 52    | 96    | 17       | 2        | 21       | 180   | 55    | 0     | 3        | 1     | 2     | 36    | 3     | 1     | 56    | 9        | .290  | .359     | .544     | .903  |
| 1992       | 近鉄       | 128   | 540   | 473   | 68    | 137   | 27       | 1        | 29       | 253   | 89    | 4     | 3        | 0     | 4     | 58    | 4     | 5     | 59    | 16       | .290  | .370     | .535     | .905  |
| 1993       | 近鉄       | 130   | 552   | 475   | 74    | 147   | 26       | 5        | 22       | 249   | 80    | 0     | 2        | 0     | 7     | 65    | 2     | 5     | 46    | 5        | .309  | .393     | .524     | .917  |
| 1994       | 近鉄       | 130   | 574   | 487   | 88    | 154   | 31       | 2        | 33       | 288   | 111   | 1     | 0        | 0     | 6     | 74    | 6     | 7     | 87    | 12       | .316  | .409     | .591     | 1.001 |
| 1995       | 近鉄       | 47    | 178   | 152   | 20    | 42    | 7        | 0        | 6        | 67    | 17    | 1     | 0        | 0     | 2     | 23    | 2     | 1     | 22    | 5        | .276  | .371     | .441     | .812  |
| 1996       | 近鉄       | 2     | 7     | 7     | 1     | 2     | 0        | 0        | 0        | 2     | 0     | 0     | 0        | 0     | 0     | 0     | 0     | 0     | 2     | 0        | .286  | .286     | .286     | .571  |
| 1997       | 巨人       | 25    | 100   | 87    | 8     | 29    | 5        | 0        | 1        | 37    | 14    | 0     | 0        | 0     | 2     | 10    | 0     | 1     | 14    | 2        | .333  | .400     | .425     | .825  |
| 1998       | 巨人       | 74    | 184   | 154   | 16    | 39    | 5        | 1        | 4        | 58    | 27    | 0     | 0        | 0     | 4     | 23    | 0     | 3     | 21    | 3        | .253  | .353     | .377     | .730  |
| 1999       | 巨人       | 91    | 222   | 186   | 29    | 48    | 6        | 0        | 11       | 87    | 32    | 0     | 0        | 0     | 3     | 31    | 4     | 2     | 34    | 3        | .258  | .365     | .468     | .833  |
| 2000       | ロッテ     | 95    | 368   | 312   | 37    | 83    | 15       | 0        | 10       | 128   | 51    | 0     | 0        | 0     | 3     | 48    | 2     | 5     | 49    | 12       | .266  | .370     | .410     | .780  |
| 2001       | ロッテ     | 36    | 100   | 87    | 7     | 22    | 7        | 0        | 3        | 38    | 12    | 0     | 0        | 0     | 0     | 13    | 0     | 0     | 18    | 3        | .253  | .350     | .437     | .787  |
| 2002       | 横浜       | 34    | 87    | 77    | 3     | 16    | 3        | 0        | 0        | 19    | 2     | 0     | 0        | 0     | 1     | 6     | 0     | 3     | 18    | 2        | .208  | .287     | .247     | .534  |
| 通算：13年 | 通算：13年 | 974   | 3602  | 3091  | 451   | 894   | 161      | 12       | 162      | 1565  | 536   | 7     | 8        | 3     | 37    | 433   | 23    | 38    | 483   | 75       | .289  | .379     | .506     | .886  |

- 各年度の太字はリーグ最高

### 年度別守備成績
| 年 度 | 球団   | 一塁  | 一塁  | 一塁  | 一塁  | 一塁  | 一塁     | 三塁  | 三塁  | 三塁  | 三塁  | 三塁  | 三塁     | 外野  | 外野  | 外野  | 外野  | 外野  | 外野     |
| 年 度 | 球団   | 試 合 | 刺 殺 | 補 殺 | 失 策 | 併 殺 | 守 備 率 | 試 合 | 刺 殺 | 補 殺 | 失 策 | 併 殺 | 守 備 率 | 試 合 | 刺 殺 | 補 殺 | 失 策 | 併 殺 | 守 備 率 |
| ----- | ------ | ----- | ----- | ----- | ----- | ----- | -------- | ----- | ----- | ----- | ----- | ----- | -------- | ----- | ----- | ----- | ----- | ----- | -------- |
| 1990  | 近鉄   | 42    | 235   | 16    | 4     | 23    | .984     | 28    | 15    | 58    | 2     | 8     | .973     | 1     | 0     | 0     | 0     | 0     | .---     |
| 1991  | 近鉄   | 14    | 122   | 9     | 2     | 7     | .985     | 5     | 2     | 12    | 1     | 1     | .933     | -     | -     | -     | -     | -     | -        |
| 1992  | 近鉄   | 94    | 768   | 71    | 5     | 71    | .994     | 35    | 23    | 48    | 4     | 3     | .947     | 2     | 0     | 0     | 0     | 0     | .---     |
| 1993  | 近鉄   | 130   | 1117  | 89    | 6     | 101   | .995     | -     | -     | -     | -     | -     | -        | -     | -     | -     | -     | -     | -        |
| 1994  | 近鉄   | 124   | 1108  | 80    | 6     | 102   | .995     | 13    | 4     | 11    | 2     | 1     | .882     | -     | -     | -     | -     | -     | -        |
| 1995  | 近鉄   | 41    | 377   | 29    | 1     | 39    | .998     | -     | -     | -     | -     | -     | -        | -     | -     | -     | -     | -     | -        |
| 1996  | 近鉄   | 2     | 17    | 0     | 0     | 2     | 1.000    | -     | -     | -     | -     | -     | -        | -     | -     | -     | -     | -     | -        |
| 1997  | 巨人   | 3     | 20    | 0     | 0     | 2     | 1.000    | 22    | 10    | 24    | 4     | 0     | .895     | -     | -     | -     | -     | -     | -        |
| 1998  | 巨人   | 15    | 114   | 4     | 2     | 11    | .983     | 24    | 12    | 23    | 1     | 1     | .972     | -     | -     | -     | -     | -     | -        |
| 1999  | 巨人   | 45    | 396   | 27    | 5     | 30    | .988     | -     | -     | -     | -     | -     | -        | -     | -     | -     | -     | -     | -        |
| 2000  | ロッテ | 48    | 372   | 21    | 4     | 38    | .990     | -     | -     | -     | -     | -     | -        | -     | -     | -     | -     | -     | -        |
| 2001  | ロッテ | 17    | 117   | 7     | 1     | 14    | .992     | 2     | 1     | 1     | 0     | 0     | 1.000    | -     | -     | -     | -     | -     | -        |
| 2002  | 横浜   | 23    | 173   | 13    | 1     | 15    | .995     | -     | -     | -     | -     | -     | -        | -     | -     | -     | -     | -     | -        |
| 通算  | 通算   | 598   | 4936  | 366   | 37    | 455   | .993     | 129   | 67    | 177   | 14    | 14    | .946     | 3     | 0     | 0     | 0     | 0     | .---     |

### タイトル
- 打点王：1回（1994年）
- 最多安打：1回（1993年） ※当時連盟表彰なし

### 表彰
- ベストナイン：2回（一塁手部門：1993年、1994年）
- パ・リーグ連盟特別表彰：1回（新人特別賞：1990年）
- 月間MVP：4回（打者部門：1990年7月、1991年9月、1993年6月、1994年9月）
- オールスターゲームMVP：1回（1992年 第1戦）
- ジュニアオールスターゲームMVP：1回（1990年）
- サンスポMVP新人賞（1990年[82]）

### 記録
初記録
- 初出場・初先発出場：1990年5月8日、対福岡ダイエーホークス2回戦（北九州市民球場）、「7番・指名打者」として先発出場
- 初安打・初打点：1990年6月13日、対福岡ダイエーホークス8回戦（大阪スタヂアム）、4回裏に濱中英次から適時打
- 初本塁打：1990年7月4日、対福岡ダイエーホークス13回戦（大阪スタヂアム）、7回裏に杉本正から中越ソロ
- 初盗塁：1990年10月5日、対福岡ダイエーホークス24回戦（藤井寺球場）、5回裏に二盗（投手：山田武史、捕手：大塚義樹）

節目の記録
- 100本塁打：1994年5月7日、対福岡ダイエーホークス5回戦（ナゴヤ球場）、7回裏に吉田豊彦からソロ ※史上178人目
- 150本塁打：2000年4月4日、対西武ライオンズ1回戦（千葉マリンスタジアム）、2回裏に豊田清から左越ソロ ※史上110人目

その他の記録
- オールスターゲーム出場：3回（1992年、1993年、1994年） ※2000年も選出されるも出場辞退[83]

### 背番号
- 3（1990年 - 1996年、2000年 - 2002年）
- 6（1997年 - 1999年）
- 82（2004年）

## 選挙歴
| 当落 | 選挙                     | 執行日         | 年齢 | 選挙区       | 政党       | 得票数     | 得票率 | 定数 | 得票順位 /候補者数 | 政党内比例順位 /政党当選者数 |
| ---- | ------------------------ | -------------- | ---- | ------------ | ---------- | ---------- | ------ | ---- | ------------------ | ---------------------------- |
| 当   | 第22回参議院議員通常選挙 | 2010年07月11日 | 46   | 秋田県選挙区 | 自由民主党 | 32万8771票 | 55.60% | 1    | 1/3                | /                            |
| 当   | 第24回参議院議員通常選挙 | 2016年07月10日 | 52   | 秋田県選挙区 | 自由民主党 | 29万52票   | 53.94% | 1    | 1/3                | /                            |
| 当   | 第26回参議院議員通常選挙 | 2022年07月10日 | 58   | 秋田県選挙区 | 自由民主党 | 19万4949票 | 42.66% | 1    | 1/6                | /                            |